# 东洲岛 (衡阳)
东洲岛位于湖南省衡阳市湘江中，是旧衡阳八景之一的“东洲桃浪”。岳阳君山、长沙橘子洲、衡阳东洲岛并称湘江流域三大洲。

## 行政区划
东洲岛上的居民属于东洲村，东洲村隶属于衡阳市雁峰区湘江乡。

## 景点
主条目：船山书院、罗汉寺
东洲岛上现有景点包括：船山书院、罗汉寺、五指香樟、桑树林、洲头沙滩。